# Koselsk
Koselsk (russisch Козельск) ist eine Stadt in der Oblast Kaluga (Russland) mit 18.245 Einwohnern (Stand 14. Oktober 2010).

## Geografie

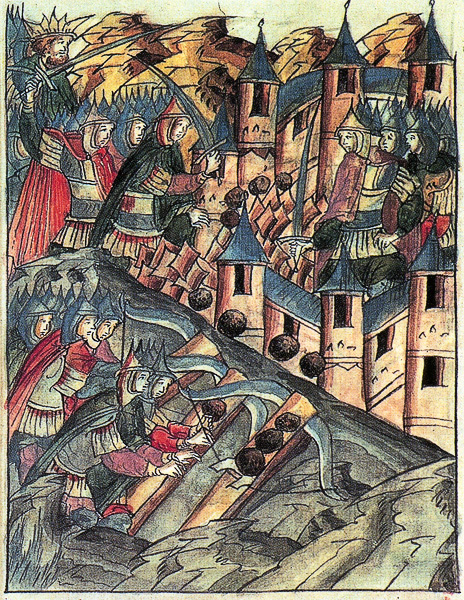
Die Verteidigung von Koselsk 1238 auf einer Miniatur aus dem 16. Jahrhundert

Die Stadt liegt etwa 70 km südwestlich der Oblasthauptstadt Kaluga am linken Ufer der Schisdra, eines linken Nebenflusses der in die Wolga mündenden Oka.
Koselsk ist Verwaltungszentrum des gleichnamigen Rajons.

## Geschichte
Der Ort wurde an Stelle einer alten Wjatitschensiedlung gegründet und erstmals 1146 als Koslesk sowie 1154 als Koselesk urkundlich erwähnt. 1238 verteidigte sich die Stadt erbittert über sieben Wochen gegen die Truppen Batu Khans, bevor sie eingenommen und zerstört wurde.
In der zweiten Hälfte des 14. Jahrhunderts und von 1445 bis 1494 gehörte Koselsk zum Großfürstentum Litauen, ab 1494 endgültig zum Großfürstentum Moskau. Blütezeit der Stadt waren das 16. und 17. Jahrhundert; bis ins 19. Jahrhundert führte der wichtigste Handelsweg zwischen Zentralrussland und der Ukraine durch die Stadt.
1776 wurde das moderne Stadtrecht als Verwaltungszentrum eines Kreises (Ujesds) verliehen.
Im Zweiten Weltkrieg wurde Koselsk am 8. Oktober 1941 von der deutschen Wehrmacht besetzt und am 28. Dezember 1941 von der Westfront der Roten Armee im Rahmen der Kalugaer Operation zurückerobert.
Seit 1961 ist Koselsk Standort der 28. Raketendivision der Strategischen Raketentruppen.

### Bevölkerungsentwicklung
| Jahr | Einwohner |
| ---- | --------- |
| 1897 | 5.619     |
| 1926 | 4.200     |
| 1939 | 8.182     |
| 1959 | 12.114    |
| 1970 | 13.026    |
| 1979 | 19.789    |
| 1989 | 19.735    |
| 2002 | 19.907    |
| 2010 | 18.245    |

Anmerkung: Volkszählungsdaten (1926 gerundet)

## Kultur und Sehenswürdigkeiten

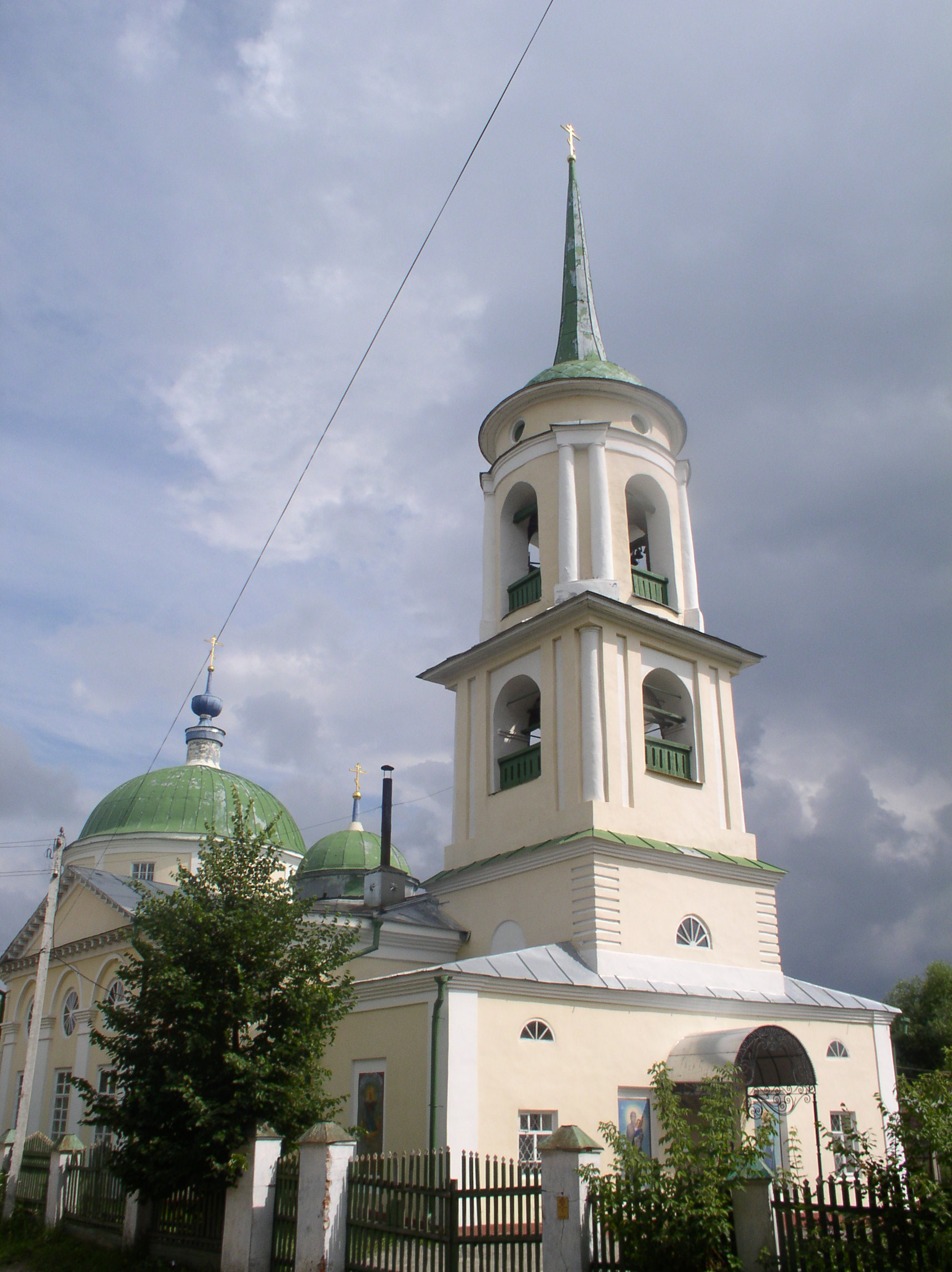
Mariä-Verkündigungskirche mit Glockenturm

In der Stadt sind die Kathedrale von 1777, die Mariä-Verkündigungs-Kirche (Благовещенская церковь/Blagoweschtschenskaja zerkow) von 1810 sowie eine Reihe steinerner Kaufmannshäuser aus dem 19. Jahrhundert erhalten.
Drei Kilometer von Koselsk entfernt befindet sich am gegenüber liegenden, rechten Ufer der Schisdra das russisch-orthodoxe Kloster Optina Pustyn, benannt nach dem Räuber Opta, welcher hier laut Überlieferung im 15. Jahrhundert als Makarios (russisch Makari) eine Einsiedelei gründete. Unter ihrem offiziellen Namen Heiliges-Mariä-Tempeleinzugs-Kloster (Свято-Введенский монастырь/Swjato-Wwedenski monastyr) erlebte die ehemalige Einsiedelei gegen Ende des 18. Jahrhunderts einen Aufschwung und entwickelte sich im 19. Jahrhundert zu einem der bedeutendsten religiös-philosophischen und -kulturellen Zentren Russlands. Nach der Oktoberrevolution 1917 wurde das Kloster geschlossen, 1987 der Russisch-Orthodoxen Kirche zurückgegeben und wiedereröffnet.
Auf dem Territorium des Klosters stehen die Mariä-Tempeleinzugs-Kathedrale (Введенский собор/Wwedenski sobor) von 1750 bis 1771, die Kirche der Ikone der Gottesmutter von Kasan, kurz Kasaner Kirche (Казанская церковь/Kasanskaja zerkow) von 1805 bis 1811, die Kirche der Maria von Ägypten (церковь Марии Египетской/zerkow Marii Jegipetskoi) von 1858, der 40 Meter hohe Glockenturm der Ikone der Gottesmutter von Wladimir, kurz Wladimirer Glockenturm (Владимирская колокольня/Wladimirskaja kolokolnja) von 1801 bis 1804 sowie die hölzerne Kirche Johannes des Täufers (церковь Иоанна Предтечи/zerkow Ioanna Predtetschi) von 1822.
In den erhaltenen Wohngebäuden aus dem 19. Jahrhundert war eine Reihe bedeutender russischer Schriftsteller zu Gast, wie Nikolai Gogol, Fjodor Dostojewski oder Lew Tolstoi. Eindrücke ihrer Besuche in der Optina Pustyn sowie von den hier von ihnen getroffenen Mönchen finden sich in ihren Werken wieder, so die Figur des Starzen Sossima in Dostojewskis Roman Die Brüder Karamasow (1878–1880) nach dem Mönch Amwrossi (1812–1891; 1987 als Ambrosius von Optina, russisch Amwrossi Optinski heiliggesprochen) oder Tolstois Powest Vater Sergius (1899).
Koselsk besitzt ein Heimatmuseum mit Schwerpunkt auf der Geschichte des Klosters Optina pustyn sowie das Waldmuseum „Lesnyje istoki“.
15 Kilometer südlich befindet sich im Dorf Wolkonskoje der ehemalige Landsitz der Fürstenfamilie Wolkonski.

## Wirtschaft und Infrastruktur
In Koselsk gibt es ein Werk für Kraftfahrzeugkarosserieteile sowie Betriebe der Baumaterialienwirtschaft und der Lebensmittelindustrie.
Die Stadt liegt an der 1899 eröffneten Eisenbahnstrecke Smolensk–Suchinitschi–Tschaplygin (östlicher Abschnitt seit den 1990er Jahren außer Betrieb), von der östlich der Stadt eine 1941 eröffnete Strecke nach Tula abzweigt.
Nach Koselsk führt die Regionalstraße R94 von Peremyschl (dort Anschluss an die R92 nach Kaluga).

## Söhne und Töchter der Stadt
- Wassili Panow (1906–1973), russischer Schachspieler, -theoretiker, -autor und -journalist
- Tatjana Schewzowa (* 1969), russische Politikerin